# Оса (гора)
О́са, или Осса (греч. Όσσα) — горный пик в греческом регионе Фессалии, отделённый от горы Олимп узкой долиной реки Пиньос. Согласно легендам гора является родиной кентавров, мифических существ полулюдей. Гора делит долину на две части, которые называются «Гранд-каньон» и «Большой поток». Чуть ниже вершины горы располагается пещера, посвящённая местным нимфам.
В греческом фольклоре гора Осса выступает как конкурент Олимпа. Песня, популярная во время национально-освободительного движения, рассказывает о великой вражде между двумя горами.